# Odo sericeus
Odo sericeus är en spindelart som först beskrevs av Cândido Firmino de Mello-Leitão 1944.  
Odo sericeus ingår i släktet Odo och familjen taggfotsspindlar. Inga underarter finns listade i Catalogue of Life.